# مدال لشکرکشی افغانستان
مدال لشکرکشی افغانستان (انگلیسی: Afghanistan Campaign Medal) جزو مدال‌ها و جایزه‌های نیروهای مسلح آمریکا می‌باشد که در ۲۹ نوامبر ۲۰۰۴ بدست جرج دابلیو. بوش به اجرا گذاشته شد.